# Gemini–12
A Gemini–12, vagy hivatalos jelölése szerint a Gemini XII az amerikai Gemini-program tizedik, egyben utolsó küldetése volt, amellyel ember repült a világűrbe. A repüléssel befejeződött a Gemini-program tesztrepüléseinek sora, amellyel a holdra szálláshoz szükséges műveleteket kísérletezték ki az Apollo-program számára és amellyel számos űrhajós szerezhetett jártasságot ezen később is alkalmazott műveletekhez. Az utolsó repülésre még számos művelet esetében nem volt tisztázott, hogy sikerre vihető-e – különösen az űrséta megvalósíthatósága volt kétséges –, ezért az űrhajósok lényegében ugyanazt a feladatot kapták, mint elődeik – felszállás után űrrandevú, majd összekapcsolódás egy Agena célrakétával, magassági manőver, majd űrséta, mikrogravitációs kísérletek –, ám az űrhajókon számos, a műveletek javítását célzó eszközt fejlesztettek, valamint a felkészülési folyamatban is lényegi változtatásokat eszközöltek.
Személyzetként Jim Lovell parancsnokot és Buzz Aldrin másodpilótát jelölte ki Deke Slayton, bár ehhez kellett az Gemini IX első számú legénységének tragikus balesete, akiknek halála nyomán minden űrhajóspár egyet előre lépett a legénységi rotációban, így kerülhetett a Lovell-Aldrin páros erre a repülésre. A parancsnoki tartalék Neil Armstrong, míg a pilóta tartaléka Bill Anders volt, ugyanaz a páros, aki már a Gemini XI-en is betöltötte a tartalék szerepét.
A Gemini XII 1966. november 11-én startolt Cape Canaveralről, ám rögtön az első feladatnál – az űrrandevúnál – hiba lépett fel. A manőverekhez távolság- és irányadatokat adó radar felmondta a szolgálatot. A korábbi repüléseken ez végzetes hibának bizonyult, ám a fedélzeten ott volt Buzz Aldrin, aki pont a „látás utáni űrrandevú technikákból” írta doktori disszertációját, így bevetette az e téren nyert elméleti szaktudását. Egy szextáns segítségével meghatározták az űrhajósok a kívánt adatokat és (a tervekhez képest késéssel) végrehajtották az űrrandevút, majd a két űrjármű összekapcsolását. Ezzel az egész Gemini-program hatalmasat lépett előre. Később elmaradt az Agena hajtóművével tervezett magassági manőver, mivel a start során a telemetria valamilyen rendellenességet közvetített az irányítás felé a hajtóművet illetően és óvatosságból inkább nem használták. A figyelem az Aldrin számára előírt űrsétákra terelődött. A megváltoztatott tréningek során Aldrin korábban nagy, vízzel teli medencében gyakorolta a súlytalanságban történő mozgást, valamint az űrhajó külsejére számos kapaszkodót, illetve lábtartót szereltek, hogy könnyebben tudjon mozogni és ne kerüljön erőfeszítésbe a testének pozícionálása. Az új fejlesztések révén Aldrin könnyedén mozgott és tökéletes teljesítményt nyújtott az űrséták során, számos feladatot végzett el (csavarok becsavarása, fémvágás, stb.), amellyel végre igazolta a NASA számára, hogy az űrséta is teljes sikerre vihető. A Gemini XII-n végül az Agena hajtóművével végrehajtandó manőveren kívül minden feladat 100%-os sikert hozott és a NASA a repülés révén nyugodtan léphetett tovább az Apollo repülésekre.

## Előzmények
A Gemini-program az Apollo-program Kennedy elnök általi bejelentéséből fakadt, ahhoz szorosan kapcsolódott. Az Egyesült Államok a hidegháború keretében az űrtevékenységet bevonta abba a politikai-ideológiai küzdelembe, amely a két politikai világrendszer és annak két vezető hatalma között zajlott. A Szputnyik–1 felbocsátása által a Szovjetunió nyerte ennek a történelmileg űrverseny néven említett versengésnek az első aktusát, majd folyamatosan bocsátott fel űreszközöket az USA-t megelőzve. Az amerikai közvélemény ezt szinte háborús vereségnek ítélte meg, amelynek nyomán erős nyomás nehezedett az amerikai kormányzatra, hogy választ adjon ezekre az elsőségekre, maga is bizonyítván a képességet, hogy a másik hatalom is képes végrehajtani ilyen űrteljesítményeket, illetve a politikai nyomás abban is megnyilvánult, hogy az Egyesült Államoknak vissza kell szereznie a vezető szerepet az űrteljesítményeket illetően. Jurij Gagarinnak a Vosztok–1-en történt 1961. április 12-i felbocsátása által a Szovjetunió újabb jelentős elsőséget söpört be, amelynek hatására az amerikai elnöki tanácsadók azt javasolták Kennedynek, hogy tűzzön ki egy olyan bombasztikus célt, amelynek elsőkénti teljesítése felülír minden korábbi sikert és vitathatatlan vezető szerephez juttatja annak végrehajtóját. Ez a cél lett a holdra szállás egy kilenc éves időkereten belül.
Ám a Hold elérésének bejelentése idején az amerikai űrkutatás nem állt olyan szinten, hogy homályos elképzeléseknél több legyen a NASA tarsolyában a feladat végrehajtásához. Sem eszközrendszerben, sem a holdra szálláshoz szükséges műveletekben nem állt ott a NASA és az éppen futó Mercury-program, hogy akárcsak biztos választ tudjanak adni arra, hogy a feladat végrehajtható. Ekkor merült fel a gondolat és igény, hogy a holdra szállás eszközeinek fejlesztését és a szintén szükséges folyamatok, műveletek kikísérletezését, a képesség igazolását válasszák ketté és az utóbbira indítsanak el egy párhuzamos, önálló űrprogramot, amelyben az űrhajósok Föld körüli pályán igazolhatják a képességet és kikísérletezhetik a holdi műveletek mikéntjét. A legfontosabb, kipróbálásra váló műveletek: az űrrandevú, azaz két űrhajó űrbéli összekapcsolása, dokkolása; az űrséta, és a minél hosszabb – legalább egy holdi oda- és visszaút időszükségletének megfelelő – időtávú repülés kivitelezése volt. Ezeket a feladatokat és ezek tetszőleges kombinációjának végrehajtását várták az újonnan életre hívott Gemini–programtól. A Gemini–program repülései egyesével mentek végig ezeken a feladatokon, majd egy második szakaszban számos űrhajósnak nyújtottak gyakorlási lehetőséget a későbbi, nagy cél tökéletes végrehajtása érdekében.
A Szovjetunióban is a Geminihez hasonló továbblépésen dolgoztak – bár teljesen titokban –, a Vosztok-program sikerei után a Szergej Koroljov vezette szovjet űrkutatás átlépett a Voszhod-programba, amelynek ugyanúgy a holdi műveletek lehetőségeinek (többszemélyes, manőverezhető űrhajó, űrrandevú, dokkolás, űrséta, stb.) kidolgozása volt a célja. Mindemellett azonban a szovjetek továbblépése más tervezési elveken alapult és a Voszhod űrhajó nem volt manőverezhető, inkább a Vosztok űrhajó kisebb fokú átalakításából született, amely korlátozások árán, de lehetővé tette, hogy több űrhajós is helyet foglalhasson benne, illetve ráillesztettek egy légzsilipet, amellyel űrsétákat terveztek végrehajtani.
A Voszhod–program első próbálkozása több űrhajós felbocsátása volt, a Voszhod–1 1964. október 12-én startolt, megelőzve bármiféle Gemini űrhajót. A repülés sikeres volt, az űrhajóban Vlagyimir Komarov parancsnok, Borisz Jegorov orvos és Konsztanytyin Feoktyisztov fedélzeti mérnök (egyébként az űrhajó egyik tervezője) egy napos, 16 keringéses repülést teljesített. Ezzel ismét egy újabb űrbeli elsőséget (ti. az első többszemélyes űrhajó repülését) biztosítva a Szovjetunió számára. Amerikában ezt újabb lemaradásnak könyvelhették el. Majd ezután 1965. március 18-án, négy nappal megelőzve a Gemini–3-at Bajkonurból felszállt a Voszhod–2, fedélzetén Pavel Beljajev és Alekszej Leonov űrhajósokkal, hogy egy nem különösebben hosszú – 1 nap 2 óra 2 perces időtartamú – repüléssel egy újabb űrbeli elsőséget állítsanak fel: Alekszej Leonov a világon elsőként végzett űrsétát. Amerika lemaradása látszólag még mindig fennállt a korábbi programokhoz és űrteljesítményekhez hasonlóan, a szovjetek ismét előbb mutattak be űrműveleteket, mint ők.
Amit a szovjet híradások nem adtak közre, az az volt, hogy a világ első űrsétája, illetve az azt övező űrrepülés mennyire csak félsiker volt. Leonov ugyan negyed óráig kinn volt az űrben, ám az űrhajós és az űrruha kialakítása miatt alig tudott visszatérni az űrhajóba és kis híján belehalt az erőfeszítésbe (az űrruha a belső nyomástól annyira felfújódott, hogy Leonovból lényegében egy nagy, felfújt Michelin-baba lett, aki nem tudott visszamászni az űrhajó zsilipjébe, ahonnan kijött, csak ha leeresztette az űrruha belső levegőjét, azt kockáztatva, hogy közben elfogy a levegője). A problémák később is folytatódtak: az űrkabinból szivárogni kezdett a levegő, majd navigációs problémák miatt a fékezést kézi vezérléssel kellett kivitelezni. Ennek hatására a leszállásra több száz kilométerre a kijelölt helytől, Perm város közelében került sor. A mentőegységeknek negyvennyolc órájába telt, hogy a havas erdőből kimentsék az először halottnak hitt két űrhajóst.

### A Gemini–program első fázisa
A program tervezett és végül végrehajtott repülései három nagy fázisra voltak oszthatók. Az első fázis három repülésből állt – két automata és egy ember vezette repülésből – és ez mindössze azt volt hivatott igazolni, hogy a vadonatúj hardver megfelelően teljesít. Ennek eldöntésére az előző programhoz képest lényegesen kevesebb kísérlet is elegendő volt, kimaradt egy sor rendszerteszt, amelyet egyetlen repülésen, több szempont figyelembevételével is mérni tudtak, valamint kimaradtak az állatkísérletek, hiszen teljes körűen igazolódott, hogy az élő emberi szervezet képes a világűr körülményeinek elviselésére.
A program első felszállása a Gemini–1 volt, amelyre 1964. április 8-án került sor. Ezen a repülésen először tesztelték a Gemini űrhajó és a Titan II rakéta integritását, illetve az együtt repülés feltételeit. A kabin ezúttal nem volt teljes értékű űrhajó, részben amiatt, mert magának az űrhajónak a fejlesztése elhúzódott, és még nem állt készen egyetlen példány sem a repülésre, részben amiatt, hogy főként csak mérési eredményekre volt szükség és nem valós repülési eredményekre. Ezért az űrhajó inkább csak egy üres héj volt, amelyet műszerekkel töltöttek meg. A repüléstervezők nem terveztek irányított visszatérést, mindössze Föld körüli három keringésig rögzítették az űrhajó adatait, amelyek mindenben kielégítő eredményt hoztak. A repülést magát úgy tervezték, hogy az űrhajó nagyjából három és fél nap elteltével a felső légkör természetes fékező hatására magától visszasüllyedjen a sűrűbb légrétegekbe és elégjen. Ennek elősegítésére a mérnökök négy lyukat fúrtak a hőpajzsba. Végül a rakéta 7 másodperces továbbműködése miatt a tervezettnél kissé magasabb pályára állt a Gemini–1, így a tervezett három és fél nap helyett négy nap múlva zuhant vissza Földre az űrjármű 1967. április 12-én, a déli Atlanti-óceánon Dél-Amerika és Afrika között, minden repülési célkitűzést hibátlanul teljesítve.
A második automata tesztrepülésre viszonylag sokat kellett várni, egészen 1965. január 19-ig. A csúszásra egyrészt az elhúzódó fejlesztések adtak okot, mivel ezúttal egy teljes értékű űrszerelvényt tervezett indítani a NASA. Másrészt 1964. december 9-én egy sikertelen startra is sor került, amikor az utolsó másodperben (a rakéta hajtóműve már járt, de a leszorító tartócsavarokat még nem robbantottak le) a beépített Üzemzavar Érzékelő Rendszer jelzett és leállította a hajtóműveket. A hibák elhárítása után a tervek szerint startolt el az űrhajó, amelyet azonban nem terveztek Föld körüli pályára állítani, hanem csak egy szuborbitális repülés keretében bocsátottak fel, hogy az a lehető legnagyobb sebességre gyorsulva 3422 kilométerre a starthelytől csobbanjon az óceánba és közben leteszteljék az űrhajó biztonságos leszálláshoz szükséges részegységeket, különös tekintettel a hőpajzsra. Az űrhajó ismét tökéletesen teljesített, leszámítva két kisebb rendszer nem számottevő hibáját). A leszállás után a USS Lake Champlain repülőgép hordozó halászta ki a kabint 26 kilométerre a tervezett leszállási ponttól.

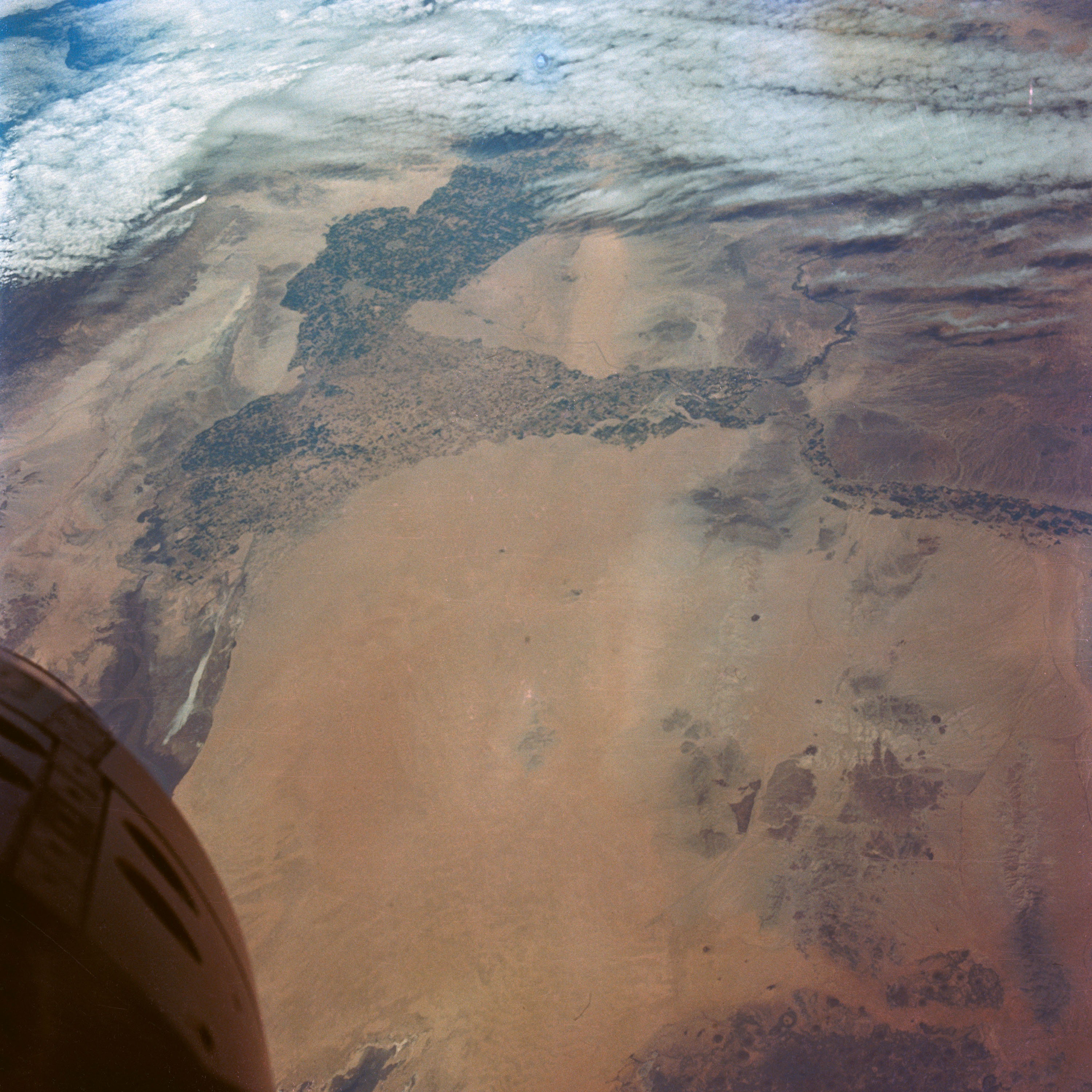
Grissom és Yong űrhajója Észak-Mexikó felett repül

Ezt követően kerülhetett sor az igazi főpróbára, amikor már emberek is ültek az új űrhajóban és élesben próbálhatták ki az új eszközök nyújtotta új képességeket. A fő célkitűzés „demonstrálni és felmérni az űrhajóban, a hordozóeszközben és az eljárásokban rejlő képességeket a jövőbeni hosszútávú és randevú repülések érdekében” volt. Ebben a kérdésben az okozta a fő dilemmát, hogy milyen hosszú repülés tudja ezt megvalósítani. Sok vita után megmaradtak a még a Gemini-program általános tervezésénél felvázolt Föld körüli  három keringésig tartó verziónál, némiképp még a hiányos Mercury tapasztalatokra alapozva. A rövid repülési idő, valamint az űrhajósok számára korlátozottan rendelkezésre álló felkészülési idő folytán a küldetéstervezés csak olyan kísérleteket tudott betervezni a repülésre, amelyek nem igényeltek komolyabb felkészülést és az űrhajósok egyszerűen és gyorsan végre tudták hajtani, ezért mindössze három kísérletet – egy a sugárzásnak a sejtekre való hatását mérő, egy sejtnövesztési és egy kommunikációs kísérletet – terveztek be a fő, az űrhajó manőverezőképességét kipróbáló tesztek mellé. Ezzel a Gemini–3 egyfajta átmenetet képzett a rövid, de hatékony repülésével a nyúlfarknyi Mercury repülések és a későbbi, az akár egy hetet is meghaladó, bonyolult Gemini repülések között.
Személyzetként Gus Grissom parancsnokot és John Young pilótát nevezte meg a NASA, előbbi a Molly Brown nevet választotta az űrhajónak. A startra 1965. március 23-án, helyi idő szerint 9:24-kor (14:24 UTC) került sor Cape Kennedy LC-19 indítóállásából. A három fordulatos repülés nagyon hamar lezajlott: az első keringésben elhárítottak egy kisebb műszerfal hibát, illetve nekiláttak a kísérleteknek, amelyek azonban nem sikerültek, a második keringésben került sor a történelmi és egyben legfontosabb próbára, az űrhajósok önállóan manővereztek – pályát változtattak az űrhajóval. Végül a harmadik körben már a leszállás előkészületeivel voltak elfoglalva. A leszállásra 4 óra 55 perc 14 másodperc repülés után került sor az Atlanti-óceánon, ahol a USS Intrepid anyahajó szedte fel az űrhajósokat. Ezzel az űrhajó berepülése sikeresen teljesítésre került, utat nyitva a későbbi, komolyabb Gemini repülések előtt.

### A Gemini–program második fázisa
A Gemini–program második fázisának tekinthető 5 repülés lényegében azoknak a teljes újdonságot jelentő mérföldköveknek a kipróbálása volt, amelyért magát a programot létrehozták, azaz a később holdra szállás mérföldköveinek számító műveletek életképességének bizonyítása. A NASA lényegében ezen az öt repülésen múlta felül véglegesen a szovjet űrprogramot és alig egy év alatt – legalábbis technikai értelemben – megfordította az űrversenyt, igaz annak végleges megnyeréséhez a közvélemény szemében mindenképpen kellett később a holdra szállás.
A NASA amikor áttért a repülések következő fázisára, az alapvetően előre kijelölt fő célkitűzéseken akart végigmenni, az első kutató repüléssel az űrrandevút célozva meg. Ám mivel az űrhajó képességeinek kifejlesztése sem volt még a végén, a szovjetek ráadásul végrehajtották az első űrsétát, ezért átalakították az első repülést és maguk is az űrséta megvalósítását tűzték ki célul, soron kívül. A startra 1965. június 3-án, 10:26:59-kor (15:26:59 UTC) került sor Cape Canaveral 19-es indítóállásáról. A repülés első feladata az űrhajót pályára állító Titan II második rakétafokozatával való űrrandevú volt, az űrhajósoknak egy-két méterre meg kellett volna közelíteniük a leválasztás után eltávolodott eszközt és kötelékben repülni vele egy ideig. A repülés idejére még nem készült el a randevúradar fejlesztése, ezért az űrhajósok a saját szemükre támaszkodhattak csak a manővernél. Többszöri sikertelen próbálkozást követően McDivitték felhagytak a randevú megkísérlésével, mivel az nem vezetett eredményre.
A repülés második feladata az űrséta végrehajtása volt, amelyre Ed White volt kijelölve. White előbb elvégezte az űrséta előkészítő tevékenységeit (összeszerelt egy, a manőverezéshez szükséges sűrített levegős pisztolyt, illetve csatlakoztatta az űrruhájához a létfenntartó rendszer csatlakozóit, a köldökzsinórt, stb.), majd kihermetizálták a kabint, némi nehézség árán kinyitották a kabinajtót és az űrhajós kilebegett az űrbe. A manőverező pisztoly segítségével különböző irányú mozgásokat próbált ki, amelynek során az űrbeli mozgás semmiféle nehézséget nem okozott és nem merült fel egyéb zavaró körülmény, (pl. rosszullét) sem. Harminchat perc elteltével White az irányítás határozott utasítására visszatért a kabinba parancsnoka, Jim McDivitt mellé, amellyel az első amerikai űrsétát sikerrel teljesítettnek minősíthették.
Az űrsétát követően még három napnyi repülés várt az űrhajós párosra, amelynek során tizenegy tudományos (orvosi, fényképezési és egyéb) kísérletet hajtottak végre, mindet sikerrel. A repülés 48. keringésében meghibásodott az űrhajó számítógépe, ami miatt nem lehetett szó a tervezett, számítógép irányítású visszatérésről. A 62. keringésben kézi irányítás mellett hajtották végre az űrhajósok a fékezést, a légkörbe való visszatérést. A Gemini IV 1965. június 7-én került sor az Atlanti-óceánon, ahol 81,4 kilométerrel a tervezett leszállási pont mellett szálltak vízre. A helyszínen várakozó USS Wasp anyahajó egy órán belül kiemelte őket.
A NASA számára a holdutazáshoz szükséges műveletek kipróbálása során a soron következő művelet, az űrrandevú kipróbálására hivatott repülés a Gemini V volt.

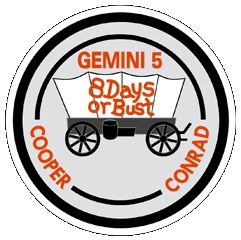
A Gemini V logőja és jelmondata: „8 nap, vagy halál”

A repülés 1965. augusztus 21-én startolt Cape Kennedy 19-es indítóállásából helyi idő szerint 9:00-kor (14:00 UTC), egy kis ún. pogo oszcillációt leszámítva eseménytelen start keretében. Az űrhajó 163*350 kilométeres ellipszis pályára állt. A pályára állás után rögtön hozzá is kezdett a Gordo Cooper parancsnokból és Pete Conrad pilótából álló legénység a legnagyobb figyelemmel kísért randevúkísérlet megvalósításához. Ehhez előbb kibocsátottak egy kis műholdat (hivatalos nevén a Randevú Felmérő Csomagot), majd mikor ez kissé eltávolodott, megpróbáltak odamanőverezni hozzá. Időközben azonban az első útjára felvitt üzemanyagcella, amely a fedélzeti áramellátásért volt felelős, abnormális működési paramétereket kezdett jelezni, ami miatt a legénység elővigyázatosságból inkább leállította. Ezzel azonban az elsődleges célkitűzés, az űrrandevú meghiúsult, sőt felvetődött a repülés idő előtti megszakításának és a legénység hazahozatalának gondolata is. Houstonban és St. Louis-ban, az űrhajó gyártóhelyén hamarjában kísérletek indultak az üzemanyagcellával, majd az extrém paramétereken működő eszközzel szerzett tapasztalatok alapján a legénység is visszakapcsolhatta azt, hogy az űrhajóban visszaálljon az áramellátás. Ezzel a korai repülés megszakítás veszélye megszűnt és visszatért a randevúkísérlet gondolata. Ugyan a céltárgynak szánt műhold elveszett, az irányítás rájött, hogy nem igazán egy céltárgyra van szükség, hanem inkább egy kitüntetett pontra az űrben, amit meg lehet közelíteni (a céltárgy inkább csak megtestesíti azt). Ezért Buzz Aldrin vezetésével kidolgoztak egy ún. „fantom randevú” nevű eljárást, aminek pont az volt a lényege, hogy egy kitüntetett ponthoz manőverezzék az űrhajót. A harmadik keringés során Cooper sikerrel teljesítette a fantom randevút, ezzel igazolta, hogy a Gemini űrhajóval valóban lehetséges egy űrbéli randevú megvalósítása.
A további feladat a 8 napos – világrekordot jelentő – időtartam kirepülése volt. Ennek abban állt a jelentősége, hogy ez volt egyenlő nagyjából egy holdutazás elméleti oda- és visszaútjának időszükségletével. Ennek során összesen 17 kísérletet végeztek el – köztük két, a Pentagon által feljuttatott katonai kísérletet is –, zömmel sikerrel. A Gemini V 1965. augusztus 29-én, 7 nap 22 óra 55 perc 14 másodperc repülést követően rendben leszállt az Atlanti-óceánra, ahol a USS Lake Champlain hordozó vette a fedélzetére a legénységet.
A következő két repülés – igaz némileg véletlenszerűen – szimultán repülés volt, amelynek során a fő célkitűzések közül az űrrandevút (két űrhajó űrbeli találkozását) és a holdutazás időtartamának megfelelő hosszútávú űrrepülést próbálták ki. Az eredeti elképzelések szerint a Gemini V fantomrandevúja után a Gemini VI egy Agena célrakétával találkozott volna, létrehozva egy kézzelfogható, a közvélemény számára jól értelmezhető randevút. Az erre vonatkozó előkészületek megtörténtek és 1965. október 25-én az Agena elstartolt, miközben az űrhajósok beszíjazva ültek az űrhajójukban a saját startjukra várva. Ám hamarosan az irányítás azt a hírt kapta a megfigyelőhajóktól, hogy az Agenát valamilyen váratlan esemény érte és felszállás közben megsemmisült. Az embert szállító hajónak értelmetlen volt startolnia, így az űrhajósokat kiszállították, a rakétából pedig leengedték a betöltött hajtóanyagot, a startot későbbre halasztották. Már a sikertelen start idején felmerült az ötlet, hogy a hosszas baleseti kivizsgálásra váró Agena helyett miért ne lehetne egy másik Gemini – a soron következő repülés embert szállító űrhajója – a céltárgy. Az ötlet hamar hivatalos tervvé lett és a felszállásra váró Gemini VII lett a Gemini VI céltárgya, csak a két repülés startsorrendjét kellett megcserélni. Illetve a Gemini csapatnak biztosnak kellett lennie abban, hogy az egyetlen rendelkezésre álló indítóállást alkalmassá lehet tenni néhány nap alatt arra, hogy újra indítani lehessen róla egy rakétát.

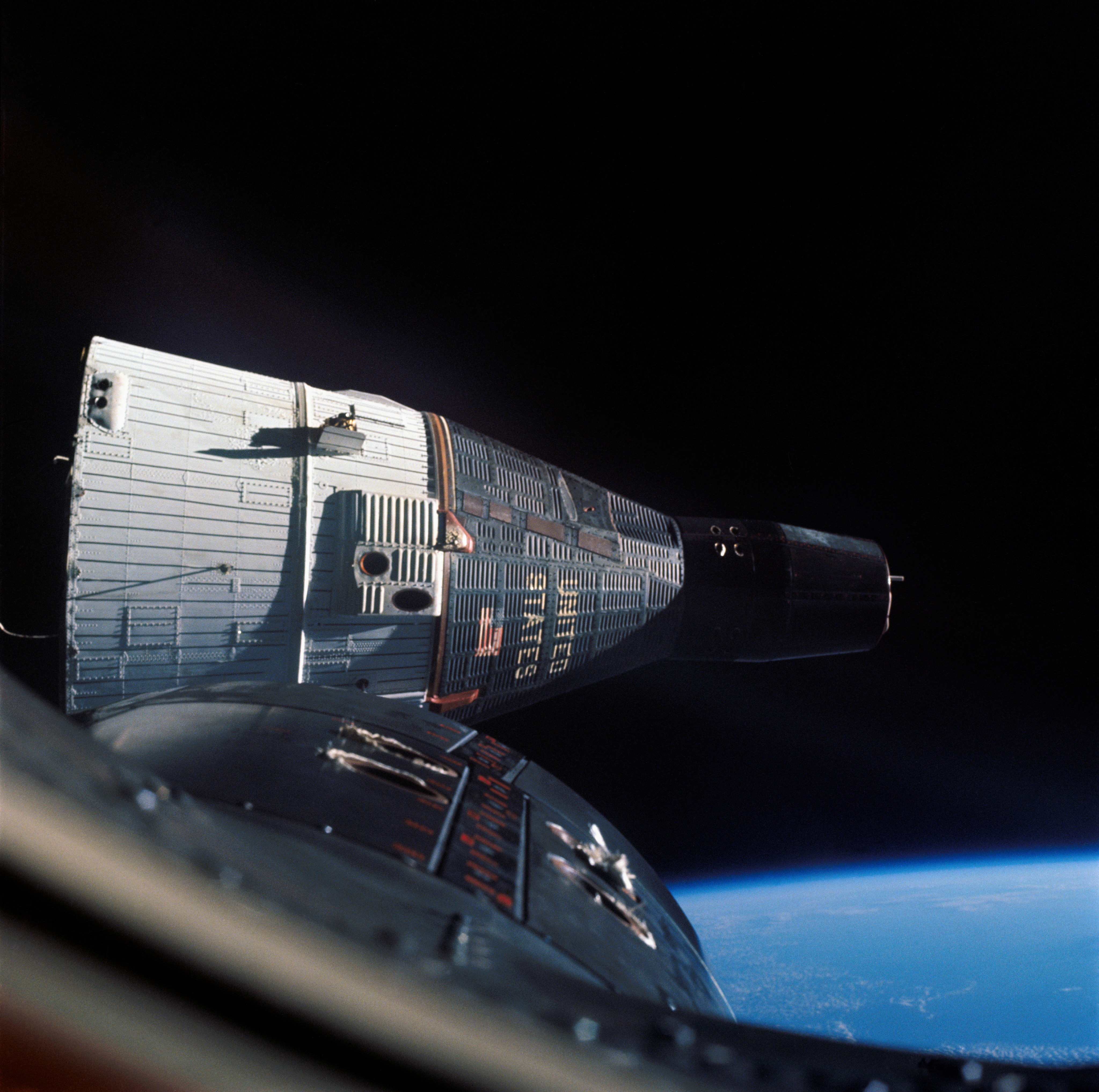
A Gemini VIA és a Gemini VII randevúja

Az elképzelésből hamar hivatalos terv lett és a Gemini VII már úgy indult az űrbe, az addigi időtartamrekordot messze megdöntő 14 napos útjára, hogy a célok között ott volt egy másik Gemini űrhajó fogadása is. A Gemini VII Frank Bormannal és Jim Lovellel a fedélzetén 1965. december 4-én startolt. A két űrhajós arra vállalkozott, hogy két hetet tölt el egy akkora űrhajóban, mint egy Volkswagen Bogár első két ülése, mivel ez számított egy holdutazás elméleti maximum időtartamának. Az űrhajósoknak nem volt szigorú időbeosztása, de jó néhány kísérletet végeztek el a hosszú idő alatt. Közben elsőként próbálhatták ki, hogy milyen, amikor levehetik az űrruhájukat (igaz először csak felváltva engedte nekik az irányítás, az egyiküknek mindig űrruhába beöltözve kellett lennie, ami kezdetben meglehetősen frusztrálta a parancsnokot).
A start után a földi személyzetnek kilenc napja volt Cape Canaveralen, hogy az első űrhajó felszállása után felkészítsék a startra a második Geminit. A Gemini VIA-ra átnevezett repülésen Wally Schirra és Thomas Stafford startját 1965. december 12-re tűzték ki. Aznap rendben meg is történt minden startelőkészület, ám a visszaszámlálás során a legutolsó másodpercekben egy elektromos csatlakozó hibája miatt leállt a startfolyamat és az űrhajó a Földön maradt. Nagy szerencsére Schirra nem húzta meg az ilyen esetekre előírt katapultálást kiváltó kart. Az űrhajó átvizsgálása során hamar kiderült a hiba oka, ami ráadásul egy nagyon könnyen kijavítható hiba volt, és így esély nyílt rá, hogy a még mindig hat napig fenn tartózkodó űrhajóhoz még egyszer megpróbáljanak egy randevúkísérletet. 1965. december 15-én aztán végre sikeresen elstartolt a Gemini VIA. Schirráék mindössze négy keringés alatt utolérték a másik Geminit, majd mintaszerű űrrandevút mutattak be. A műveletek során a Gemini VIA játszotta az aktív, míg Bormanék űrhajója a passzív szerepet. A Gemini VIA repülése mindössze egy napig tartott, aminek során megközelítették, majd eltávolodtak a célűrhajótól, végig 30 cm és 90 méter között tartva a távolságot. A randevú sikeres volt. A randevú teljesítése után a Gemini VIA leszállt, Bormanék számára már csak az maradt a feladat, hogy ők pedig a 14 napos időtartamot teljesítsék ki. Főként pszichológiai nehézségek támadtak a hátralevő időben (főként Borman tűrte rosszul a maratoni bezártságot), amelyet követően 13 nap 18 óra 35 perc repülést követően a Gemini VII is leszállt az Atlanti-óceánra.
Az utolsó kipróbálatlan manőver, két űrhajó összekapcsolása a világűrben a Gemini VIII-ra maradt. A dokkolást ezúttal (is) a Gemini VI eredeti tervének megfelelően egy Agena célrakétával tervezték. A tervek szerint a Gemini VIII-cal már a korábbiakhoz képest eggyel komplexebb feladatsort céloztak meg, mivel a dokkolás mellett még tervezték, hogy az összekapcsolt űrhajórendszerrel, az Agena hajtóművének felhasználásával végezzenek manővereket, majd ezzel párhuzamosan a pilóta még űrsétát is tett volna. A repülésre Neil Armstrong parancsnokot és Dave Scott pilótát jelölték legénységül.

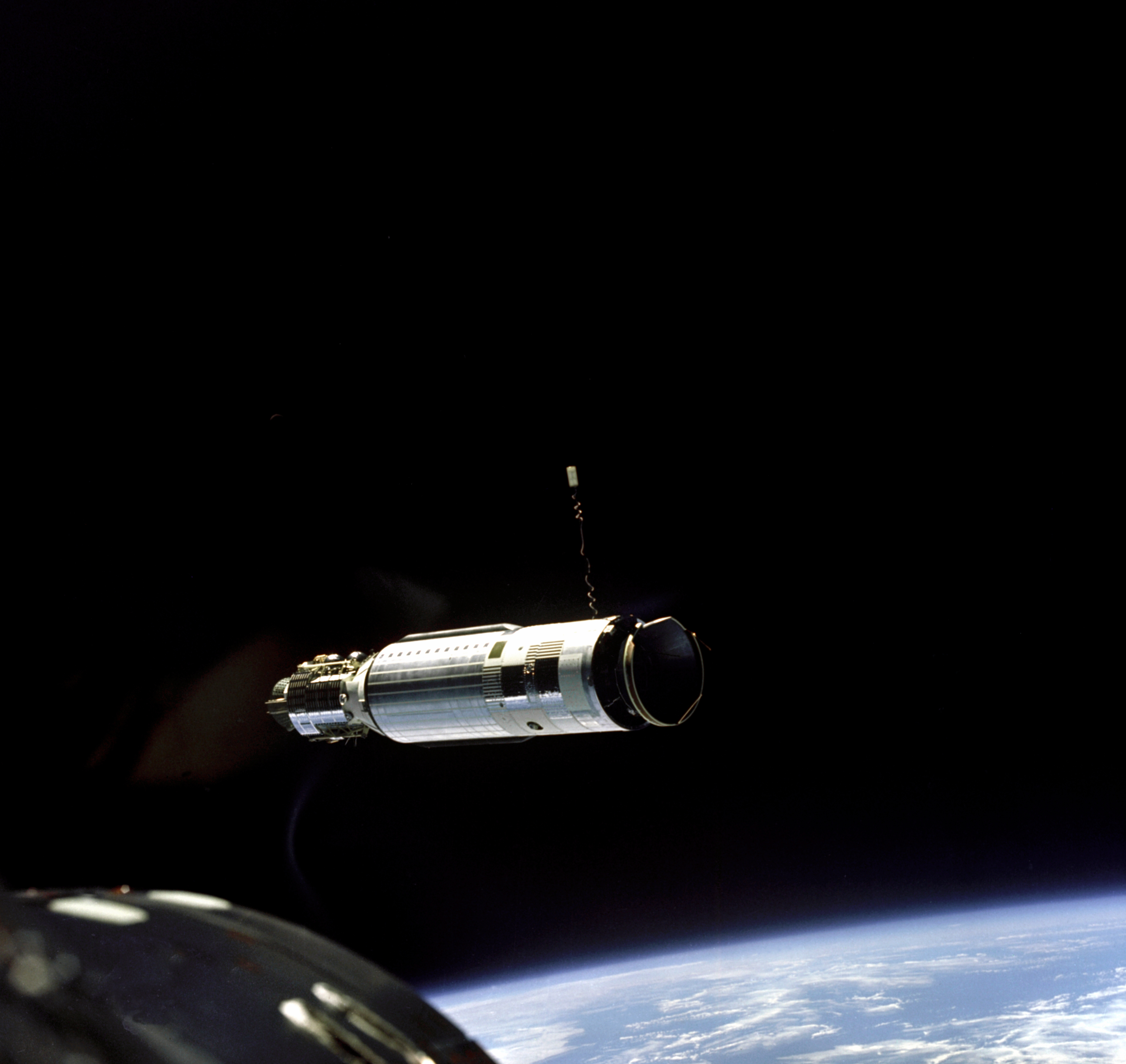
A történelem első űrbeli dokkolása egy Agena célrakétával

A Gemini VIII 1966. március 16-án startolt azt követően, hogy másfél órával korábban az Atlas-Agena űrszerelvény is sikeresen elstartolt Cape Canaveralról és a célrakéta problémamentesen pályára állt. Armstrongéknak az előző randevúkísérlet során kidolgozott koreográfiát követve az első szakaszban nem volt számottevő dolga, mivel a két űreszköz pályáját úgy választották meg, hogy az azokon közlekedő űrhajók megközelítsék egymást. Az aktív űrhajóban ülő parancsnok feladatai akkor kezdődtek, amikor bekapcsolt a radar és 322 kilométerről befogta a céltárgyat. Majd 104 kilométernél a vizuális kontaktus is megvolt. Armstrong egészen 45 méterrel a találkozás előttig csökkentette a távolságot a két űrhajó között, ahol aztán megállt és rövid ideig kötelékben repültek. Ezt követően megkezdődtek az összekapcsolást célzó korrekciók és fél óra elteltével a két űrhajó eggyé vált, amikor a dokkolóreteszek szilárdan rögzítették az egymáshoz navigált űrhajókat. Armstrong diadalmasan jelentette az irányításnak, hogy sikerrel dokkoltak.
Ezt követően azonban minden rosszra fordult. Az űrhajó elkezdett pörögni, ami valamilyen kormányzásbeli hibát mutatott. Még a repülés előtt az irányítás olyan eligazítást adott, ha bármilyen hiba merülne fel, az űrhajósok váljanak le az Agenáról, mert vélhetően az a hibás. Armstrongék így is tettek, ám ekkor kiderült, hogy nem az Agena a rossz, hanem a saját űrhajójuk. A – beragadt kormányfúvóka miatti – forgás egyre erősödött, mígnem hamarosan elérte az egy fordulat/perc sebességet, amely már hatással volt az űrhajósok érzékelésére. Szédülni kezdtek és a helyzet azzal fenyegetett, hogy elájulhatnak, végül meg is halhatnak. Ekkor Armstrong merész döntést hozott (időközben végig a rádió követőállomások által el nem ért „lyukban” voltak, teljesen magukra utalva) és leállította az orbitális szakaszban használatos kormányrendszert és átváltott a csak a légköri visszatéréshez használt másik, független kormányrendszerre. Ezzel sikerült megállítania a forgás, ám ez egyben azt jelentette, hogy lényegében azonnal le kell szállniuk, megszakítva minden további repülést. További gondot jelentett, hogy ekkor az eredetileg tervezett és hajóegységekkel telerakott leszállási körzet, az Atlanti-óceán szóba sem jöhetett, helyette a Csendes-óceánon kellett végrehajtani a leszállást, ahol a haditengerészet sokkal kisebb mentőkapacitással rendelkezett. 10 óra 41 perc 26 másodperc repülést követően a Gemini VIII sikeres leszállást hajtott végre Japán mellett és ezzel a NASA az első vészhelyzetén sikeresen túljutott, emellett teljesítette az első űrbéli dokkolást is.

### A Gemnini–program harmadik fázisa

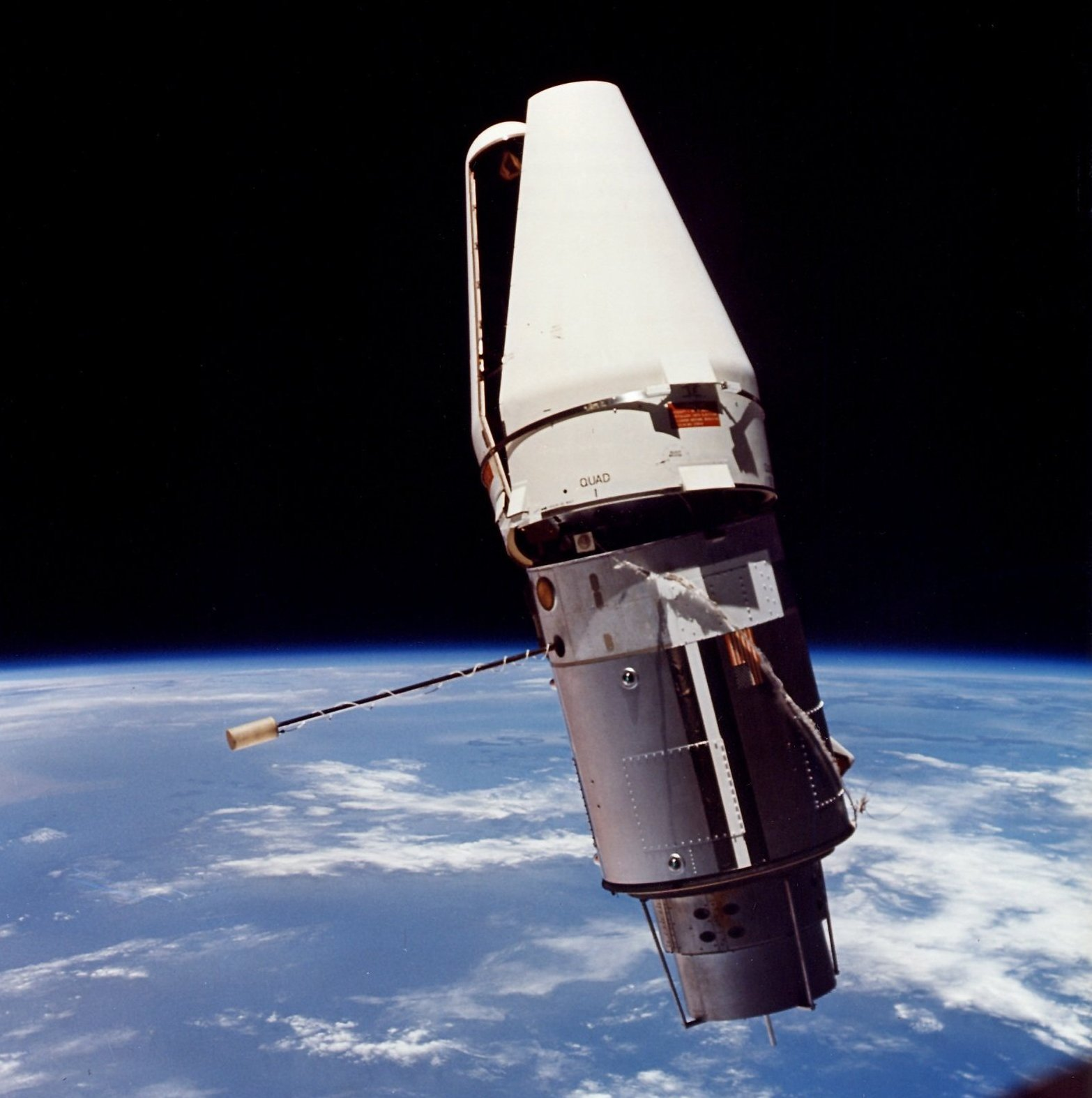
A Gemini IXA céltárgya, az ATDA a félig kinyílt orrkúppal

A Gemini VIII által teljesített világelső dokkolás után a Gemini–program legfontosabb szakasza – amikor a tervezett holdra szálláshoz szükséges manőverekről (űrséta, űrrandevú, dokkolás) tételesen bebizonyították, hogy kivitelezhető – lezárult. Az ezt követő repülések során a tapasztalatot kívánta a NASA elmélyíteni, valamint kombinálni a szükséges műveleteket, egy repülésen többet, többször végrehajtva. A Gemini IX már ezek szerint kapott feladatot, egy randevút és dokkolást, valamint egy űrsétát is végre kellett hajtani egyetlen repülés során általa.
A repülés története három hónappal a start előtt kezdődött, egy sajnálatos repülőkatasztrófával. A kijelölt legénység, Elliot See parancsnok és Charlie Bassett pilóta, valamint tartalék legénység a kiképzés keretében az űrhajót gyártó McDonnell Repülőgépgyár St. Louis-i gyártóhelyére indult T–38-as kétüléses gyakorlógépeiken. Ám az érkezéskor olyan rossz idő fogadta a repülőket, hogy különböző korrigáló manőverekre kényszerültek, amelynek során See pilótahibát vétett és leszállás helyett rázuhant a McDonnell gyártócsarnok tetejére. A katasztrófa során mindkét űrhajós azonnal életét vesztette. Az elhunyt űrhajósok helyére a tartalékokat, Tom Stafford parancsnokot és Gene Cernan pilótát nevezte ki Deke Slayton, míg új tartalékokként a Gemini X tartalék legénységét, Jim Lovellt és Buzz Aldrint.
A repülés következő állomása ismét kudarc volt. A startot 1966. május 17-re tűzték ki, ám aznap az Agena célrakéta felbocsátása kudarcba fulladt, amikor a hordozó Atlasz rakéta meghibásodott és két perc normál működés után az irányítórendszer hibája miatt a Föld felé fordult, amelynek következtében az Agena az Atlanti-óceánba zuhant. Az Agena korábbi problémái miatt a NASA-nak már volt egy pótmegoldása, építtettek egy meghajtás nélküli Agenát, dokkolószerkezettel, amely az ATDA nevet kapta. A kudarcot követően ezt a szerkezetet vették elő. A megismételt startra 1966. június 1-jén került sor, ismét nem problémamentesen: az ATDA-ról érkező telemetriai jelek szerint a védő orrburkolat nem vált le róla rendesen, illetve a Gemini űrhajó startjakor olyan nem várt rendszerhibák léptek fel, amelyek miatt kicsúsztak a rövidre szabott (40 másodperces) indítási ablakból és a startot 48 órával el kellett halasztani.
Az elhalasztott start 1966. június 3-án sikeres volt. A legénység a terveknek megfelelően a harmadik keringésben sikerrel végrehajtotta a randevút az ATDA-val és megerősítette, hogy az orrkúp tényleg nem vált le. Ezután különböző randevúkísérleteket végeztek, többször eltávolodva, majd újra megközelítve a céltárgyat. Közben felmerült, hogy az űrhajó orrával lökjék le az orrkúpot, vagy egy űrsétával vágják el a rögzítőket, ám az irányítás ezt elvetette. Helyette kísérletekkel és egy űrsétával próbálkoztak. Az utóbbi során az űrhajósnak komoly munkát tűztek ki, egy újonnan fejlesztett rakétaszéket, az AMU-t kellett összeállítania és kipróbálnia. Ám a rossz tervezés miatt az űrhajóra nem került elegendő kapaszkodó, rögzítési felület, ezért a mozgás az űrhajós számára módfelett nehézzé vált. Olyan nehézzé, hogy a folyamatos erőfeszítésben kiizzadt. Ám ez újabb tervezési hibát fedett fel: Cernan sisakja bepárásodott, ezzel az űrhajós vakká vált. A hiba folytán nem tudta befejezni a rakétaszék összeszerelését és kiváltképpen nem tudott repülni vele az űrhajó mellett, ezért a parancsnokkal egyetértve dolgavégezetlenül megszakították az űrsétát és a végletekig kihevült és kimerült űrhajóst visszarendelték az űrkabinba. Végül így, egyetlen feladatot sem teljesítve tért vissza a Földre a Gemini IX.

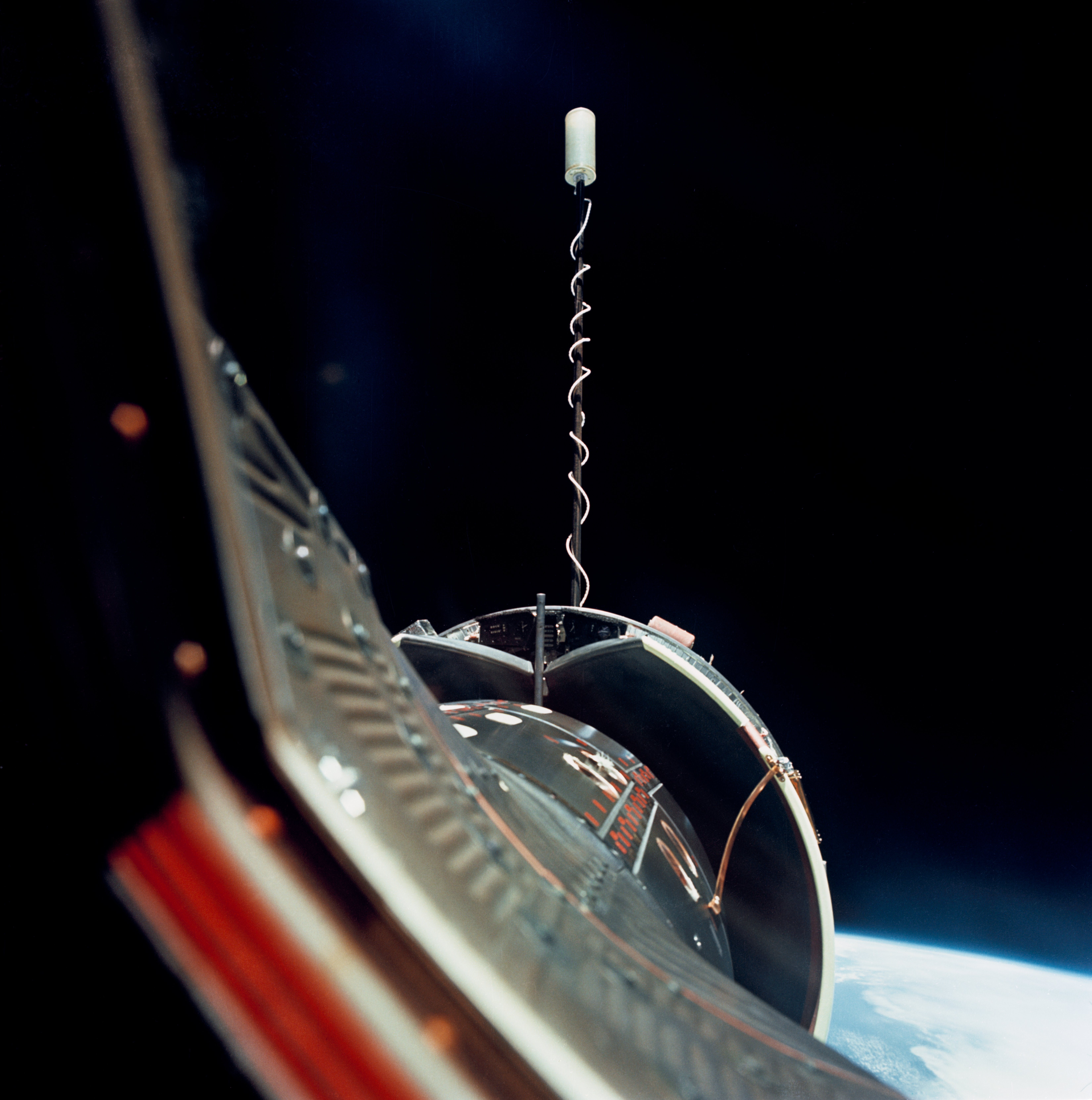
A Gemini X és a hozza kapcsolt Agena

A következő repülésre az egyre türelmetlenebb NASA elvárása egy sikeres repülés lett volna, amely minden előzetes célkitűzést teljesít. A küldetéstervezők ezúttal sem fukarkodtak merész célokkal: kettős randevút írtak elő a Gemini X számára, a második találkozás csúcsán egy űrsétával, amely a másik űrhajót keresi fel. A kettős randevú tárgya elsőként a küldetés saját Agena célrakétája, majd másodszorra a Gemini VIII által fennhagyott és még mindig keringő szerkezet volt.
A startra 1966. július 18-án került sor, amikor előbb az Agena, majd egy 35 másodperces indítási ablakban a John Young és Mike Collins által irányított Gemini X is felszállt. A tervek szerint a negyedik keringésben kellett a Gemininek randevúznia az Agenával, amelyhez az űrhajósok egy új helyzetmeghatározási eljárást alkalmaztak. Collins azonban tévesen határozta meg a Gemini X helyzetét, ezért később olyan pályakorrekciós manőverekre volt szükség, amelyekkel a tervezettnél jóval több üzemanyag fogyott. Ezért a később repülési programon jelentősen változtatni kellett, csak a fő műveletek maradtak. Ezek egyike volt, amikor az Agena hajtóművével és hajtóanyagával változtattak az összekapcsolt űrszerelvény pályáján, egészen 753 kilométerig emelve a pálya földtávolpontját. Később a pályát visszalakították alacsonyabbra, amely már passzolt a Gemini VIII Agena-jának pályájához. Az űrrepülésen két űrsétát hajtottak végre. Az első ún. „felállva végzett űrséta volt”, amelynek során az űrhajós a kabinajtót kinyitva nem távolodott el az űrhajótól, hanem csak az üléséből felállva hajtott végre feladatokat, derékig kiemelkedve az űrbe. A második űrsétára már a Gemini VIII Agena-ja közelében került sor. Ehhez előbb leváltak a saját Agenájukról az űrhajósok, majd megközelítették a másik, régebben fenn keringő célrakétát és egészen 3 méter közelségbe manőverezték a két űrhajót. Collinsnak különböző feladatai voltak, de a kapaszkodók nélküli űrszerkezetekkel meggyűlt a baja és csak egyetlen feladatot – a mikrometeorit minták vételére rendelt fémlap leszerelését – tudott végrehajtani, majd a köldökzsinórral bajlódva idő előtt fejezte be az űrsétáját. Ezek után 2 nap 22 óra és 46 perces repülést követően a két űrhajós leszállt az Atlanti-óceánon.

## Személyzet

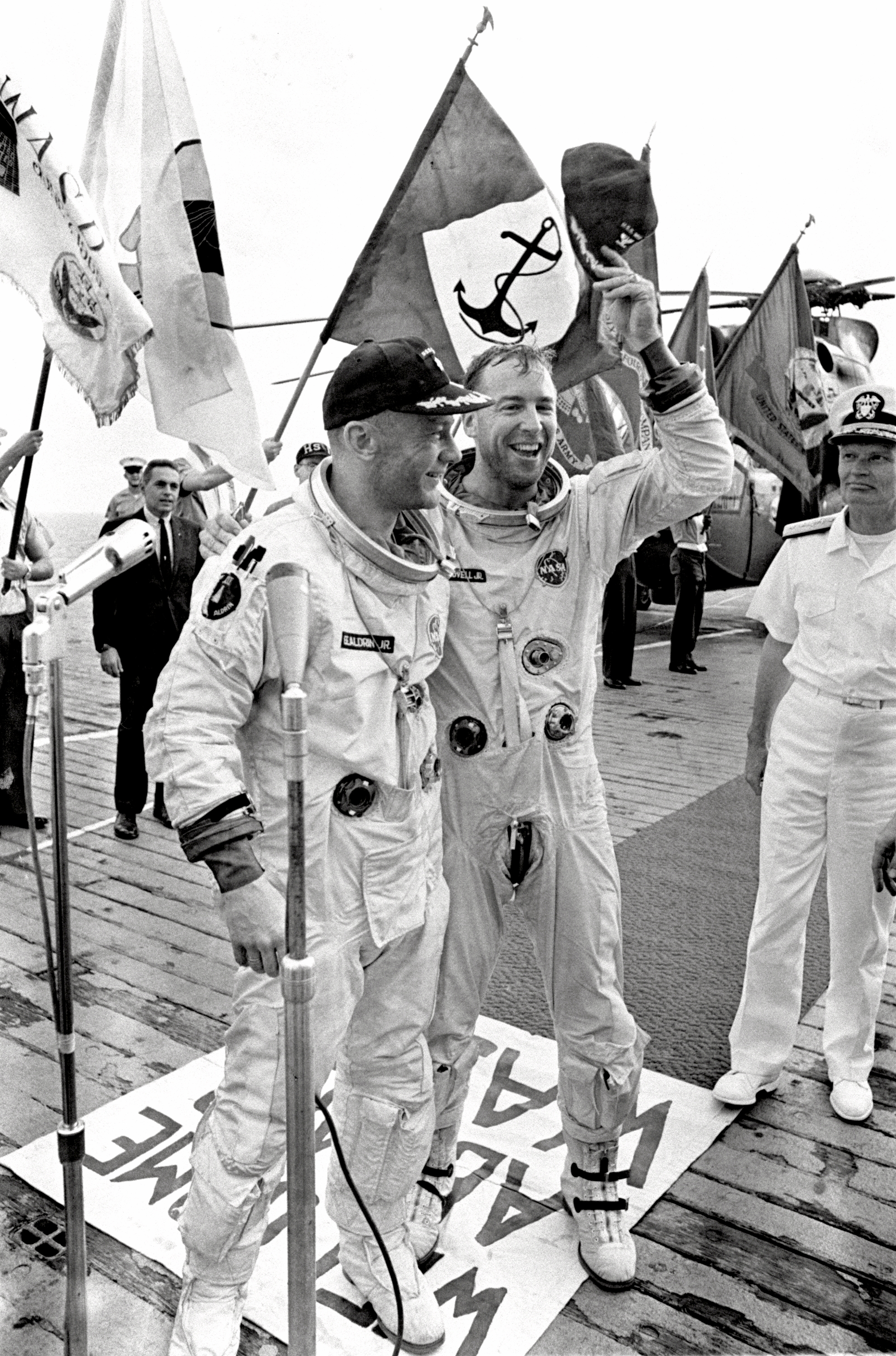
Aldrin és Lovell, a Gemini XII legénysége a leszállás után

Az utolsó két Gemini repülés személyzetének hivatalos bejelentésére 1966. március 21-én került sor, amikor Deke Slayton bejelentette a Gemini XI repülő és tartalék személyzetét, valamint a Gemini XII első számú legénységét (utóbbi tartalékait csak 1966. június 17-én nevezték meg.

### Repülő személyzet
| Beosztás   | Űrhajós                   | Űrhajós                   |
| ---------- | ------------------------- | ------------------------- |
| Parancsnok | Jim Lovell (4) űrrepülés  | Jim Lovell (4) űrrepülés  |
| Pilóta     | Buzz Aldrin (2) űrrepülés | Buzz Aldrin (2) űrrepülés |

### Tartalék személyzet
| Beosztás   | Űrhajós                     | Űrhajós                     |
| ---------- | --------------------------- | --------------------------- |
| Parancsnok | Gordo Cooper (2) űrrepülés  | Gordo Cooper (2) űrrepülés  |
| Pilóta     | Eugene Cernan (3) űrrepülés | Eugene Cernan (3) űrrepülés |

## A repülés

### A repülés közvetlen előzményei
A legnagyobb bizonytalanság a repüléssel kapcsolatban az űrsétát illette. Eladdig a Gemini űrhajósok nem tudtak igazán sikeres űrsétát bemutatni, amivel az Apollo-programhoz szükséges műveletek kivitelezhetőségének igazolása nagymértékben sérült. Ráadásul az amerikai légierő mindenképpen szerette volna, hogy a manőverezéshez próbálják ki a számára kifejlesztett rakétaszéket (amelyet Gene Cernan próbált üzembe helyezni a Gemini IX-en először, sikertelenül). A hadsereg nyomása ellenére a rakétaszék használata lassan lekerült a napirendről.
Viszont talán éppen a rakétaszék indukálta  azt a szemléletváltást, amely az űrsétára való gyakorlás témájában ment végbe. Korábban a súlytalanságot a NASA egyik repülőgépén állították elő, rövid időszakokra – nagyjából alkalmanként 30 másodpercre – amikor a gépet egy parabolapálya mentén reptették és a parabolaív felső részén beállt a súlytalanság. Ezt azonban nem találták kielégítőnek. Helyette azt keresték, hogy mi más hasonlíthat leginkább a súlytalan lebegéshez és úgy találták, hogy a víz alatti lebegés. Éppen ezért a NASA egy nagy medencébe tette át a súlytalanság gyakorlását és Buzz Aldrin lett az első űrhajós, akit ilyen módon képeztek ki a fenn végzendő űrséta feladataira.
Egy további nagy előrelépés is történt az űrséták területén. Minden korábbi olyan Gemini űrhajós, aki űrsétát hajtott végre, panaszkodott, hogy nem tudta a testét megfelelően rögzíteni ahhoz, hogy érdemi munkát végezzen, vagyis hiányolták az űrhajóra szerelt kapaszkodókat és lábtartókat. A NASA végre meghallgatta ezeket e panaszokat és úgy határozott, hogy sokkal több kapaszkodót, lábtartót, vagy éppen olyan gyűrűt helyez fel az űrhajóra, amelybe az űrhajós a köldökzsinórt rögzíthette. A Gemini IX-re szerelt 9 ilyen szilárd pont száma 44-re növekedett a Gemini XII-re.
A repülés egyik váratlanul felbukkanó problémája volt, hogy hiány jelentkezett az Atlas-Agena űrjárműben. A NASA-nak egyik eszköz tekintetében sem volt lekötött megrendelése, ezért a gyártótól úgy kellett rendelni, amely azonban néha gyártási problémák miatt nem tudott igazodni az űrhivatal időrendjéhez. Az Agena esetében ezért például a korábban legyártott, első, 5001-es gyári számú, tesztelésekre használt példányt vették elő, küldték vissza gyártóhoz, hogy ott néhány kisebb módosítással szabják testre a Gemini XII számára. Nagyobb problémát jelentett egy Atlas rakéta felhajtása, mivel ebből sem állt rendelkezésre példány a gyártónál. A NASA-nak más programtól kellett átcsoportosítania rakétát. Éppen kapóra jött a Lunar Orbiter program csúszása, amelynek folytán a szonda repülését 1967 májusára halasztották, amely így ideiglenesen felszabadított egy Atlas rakétát. Mindezen közben a Marschall Spaceflight Center is igényelt egy példányt egy Vandenberg-beli kísérlethez, amely előbb állt be a gyártási sorba. A Lunar Orbitertől „lemaradt” rakéta azonban már egy új változat lett volna, számos módosítással, amelyet nehezebben tudtak volna kezelni, ezért elcserélték a Vandenberg-re rendeltet a másikkal, így kapott végül a Gemini program megfelelő időben egy utolsó Atlas rakétát.

### Felszállás, randevú és összekapcsolódás

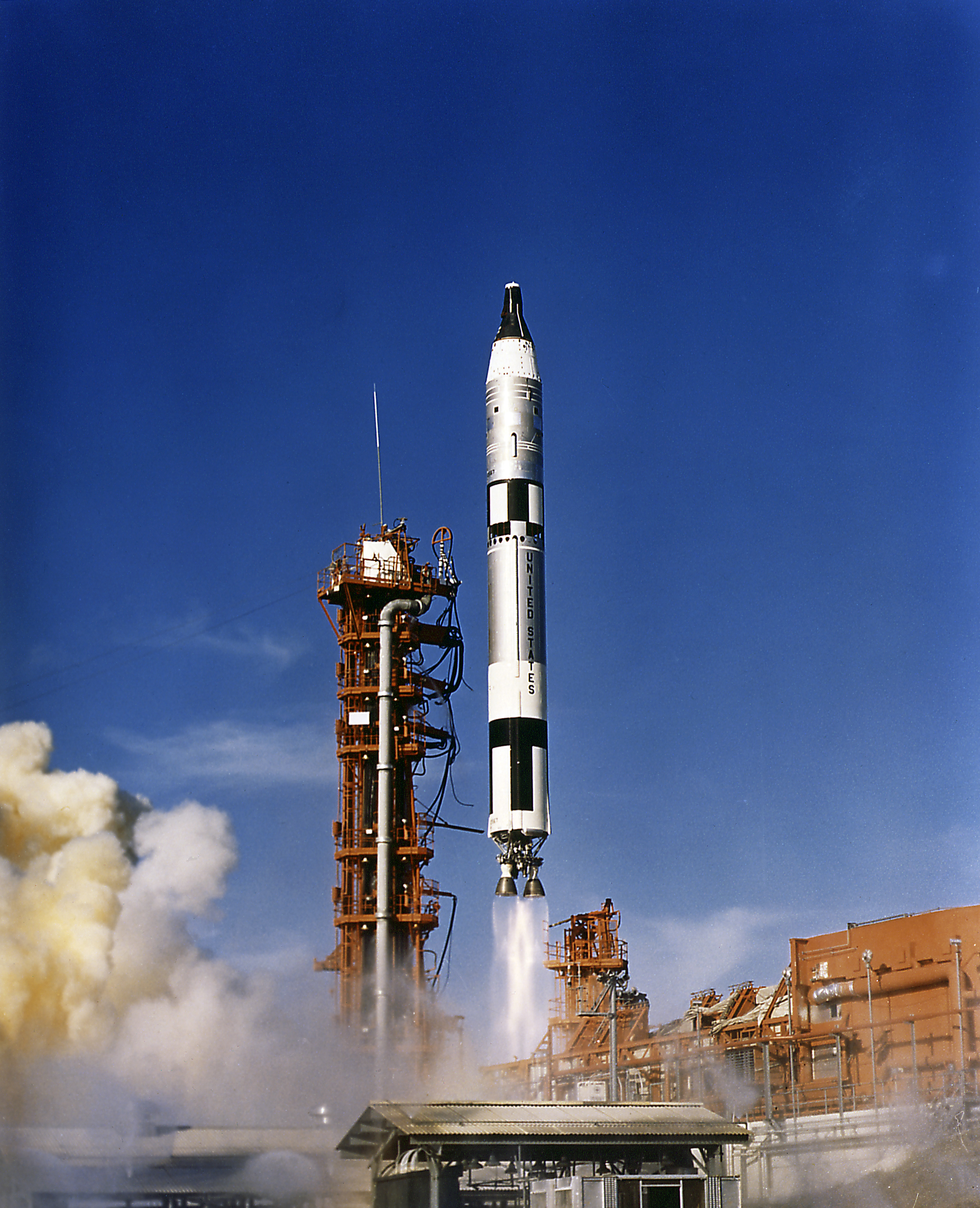
A Gemini XII startja

Először a szokásokhoz híven az Agena startolt az Atlas rakétájával a 14-es indítóállásból 100 perccel a Gemini startját megelőzően helyi idő szerint 1966. november 11-én 14:08-kor (18:08 UTC)), amikor a Gemini XII legénysége éppen beszállt az űrhajójukba. A rámpán ballagó legénység kezében az űrruhához csatolt – légkondicionáló és légkeringető rendszert tartalmazó – bőröndökre írva a program végét tréfásan jelző felirat szerepelt: az egyiken „THE” a másikon „END”. 15:46:33-kor (19:36:43 UTC) aztán a Gemini-Titan szerelvény is elindult a 19-es indítópadról. Minden simán ment, a tervek szerint a két űrhajó a második keringésben találkozott. Nagyjából egy órával a start után Aldrin jelentette, hogy stabil radarkapcsolatuk van az Agenával, rendben haladnak a randevú felé. Ám kicsit később, amikor a két űrhajó 120 kilométer távolságba került egymástól, a radarkapcsolat hirtelen megszűnt, a radar bedöglött.
Normál esetben ez végzetes hibának számított volna, korábban tettek már kísérletet radar nélküli, „szabad szemes érzékelés utáni” randevúra, ami teljes kudarcba fulladt. Ám ezúttal éppen a fedélzeten tartózkodott valaki, Buzz Aldrin, aki pontosan a szabad szemes észlelés utáni randevú manőverezésből írta a doktori értekezését a MIT-en és akit emiatt „Dr. Randevúnak” csúfoltak. Aldrin egy szextánssal mérte ki az űrhajó térbeli helyzetét és a normál esetben a radar adataival üzemelő számítógépbe most a szextáns adatait táplálta be a parancsnok, Aldrin bemondása alapján. Ezzel a metódussal elfelejthették a második keringésbeli randevút, ám végül 3 óra 45 perc repülés után a két űrhajó mégis egymás mellé ért. Aldrinnak köszönhetően tehát megmentették a helyzetet és a nehézségeket legyőzve randevúztak, majd össze is dokkolták a Geminit az Agenával. Tovább emelve a tétet, később dokkolási gyakorlásba fogtak, leváltak az Agenáról, majd újra összekapcsolódtak. Ennek során egy ízben Lovell kisebb bajba is került. Az egyik dokkoló retesz, ami biztosította a két űrhajó szilárd kapcsolatát a leváláskor rögzített állapotban maradt és nem engedte el a Geminit. Lovellnek a fúvókák ellentétes bekapcsolásával meg kellett ráznia az űrhajót, hogy a retesz elengedjen.

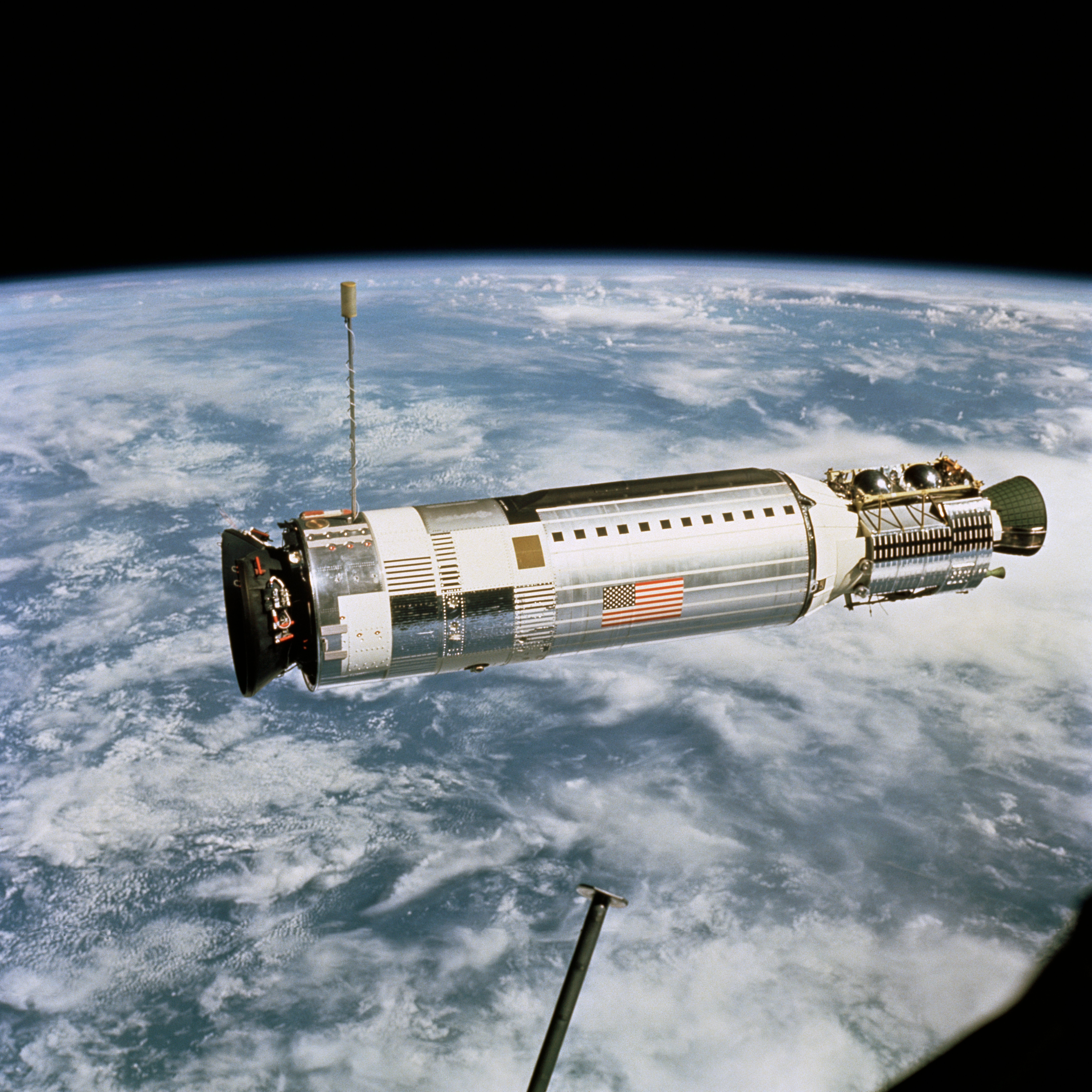
A Gemini XII Agenája

A következő művelet a hagyományoknak megfelelően az Agenával való sebességnövelés és pályamagasság emelés lett volna. Ám az Agena startja során az irányítás azt figyelte meg, hogy a rakéta hajtóművének teljesítménye a végső fázisban 6%-os teljesítmény visszaesést mutatott. Ezért a start és a dokkolás közötti időben az irányítás azon is dolgozott, hogy használható-e a célrakéta további manőverekre. Glynn Lunney repülésvezető úgy döntött, hogy nem vállal kockázatot, a hajtóművet inkább hibásnak tekintik és törlik a magasságemelési manővert. A manőver helyett a küldetés tervezők a felszabadult időre visszaemeltek a műveletek közé egy korábban elvetett megfigyelési feladatot. Az űrhajósok átrepültek ugyanis egy terület felett, ahonnan teljes napfogyatkozást lehetett megfigyelni. Korábban úgy gondolták, hogy az Agenával való pályamódosítás fontosabb és azzal kikerültek volna a fogyatkozás sávjából, így törölték ennek megfigyelését, ám most, hogy az űrhajó mégis keresztülment a fogyatkozás sávján, visszaemelték ezt a feladatot az elvégzendő műveletek közé. Az irányítás által újonnan kidolgozott tervek szerint egy 8 másodperces időablakban figyelhette meg Lovell és Aldrin a napfogyatkozást és készíthetett róla fotókat. Ehhez az utasítás szerint ki kellett nyitni a Gemini ajtóit, hogy semmi se zavarja a kilátást és a fotózást, így az űrhajósok kaptak egy soron kívüli, félig-meddig Stand-Up-EVA lehetőséget. Persze a 8 másodpercnyi megfigyelés nem biztos, hogy megért volna annyi erőforrást (egy teljes töltetnyi kabingázt, a megfelelő pozícióba manőverezéshez szükséges hajtóanyagot), ezért a megfigyelést úgy tervezték, hogy a napfogyatkozás csak egy rövid része legyen, előtte és után ultraibolya csillagászati megfigyeléseket végezhettek az űrhajósok, amelyekhez egy külön erre szánt kamerát is felállíthattak a nyitott ajtóban. Sőt Aldrin egy extra űrsétát is kapott, hogy pár kisebb műveletet elvégezzen az űrhajón kívül. A megfigyelés közel két keringésen át tartott, összesen két teljes éjszakai perióduson és 2 óra 20 percen át. Közben Aldrin felállította az UV kamerát, majd egy normál filmfelvevőt is, felerősített egy kapaszkodót is a célrakéta dokkolóművére és visszahozta az űrhajóba a mikrometeorit gyűjtő lemezt.

### Űrséta
Az egész repülés leginkább várt művelete, az űrséta 43 órával a start után következett el. A NASA-nak mindössze ez az egyetlen kísérlete maradt, amelyen bizonyíthatta, hogy az ember képes értékes munkát végezni az űrhajón kívül, a világűr körülményei között. A feladat – és a bizonyítás – Buzz Aldrinra várt. A másodpilóta először kinyitotta a Gemini ajtaját, majd felállt az ülésében és először rögzítette az űrhajó külsejére az előző Stan-Up-EVA során már egyszer kihelyezett filmfelvevőt. Majd újra leszerelte, kilépett a kabinból és a felszerelt új kapaszkodó síneknél fogva lépésről lépésre, minden nagyobb erőfeszítés nélkül ellebegett az Agena dokkoló adapteréig, ahol ismét felerősítette az űrhajóra a kamerát.

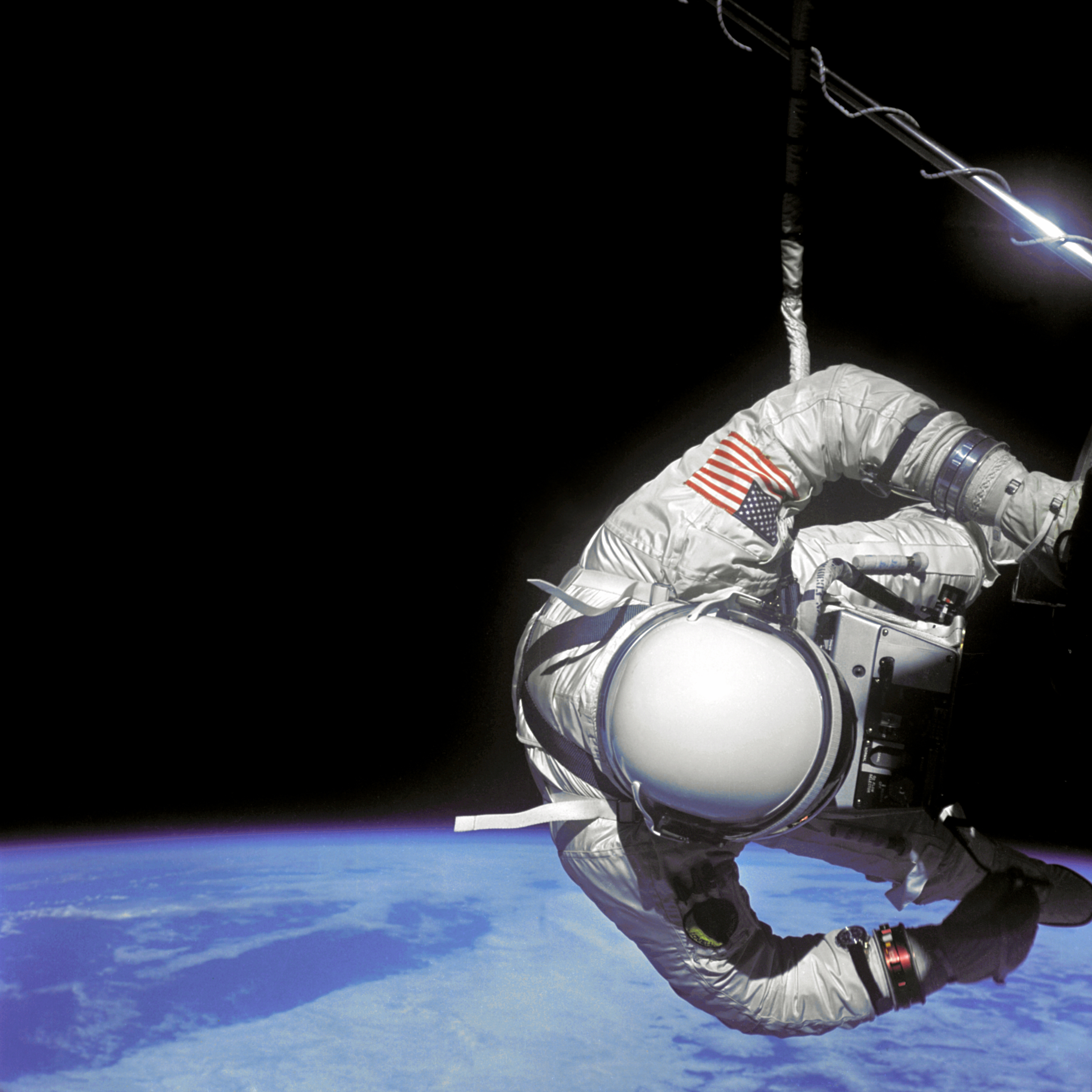
Aldrin űrséta közben
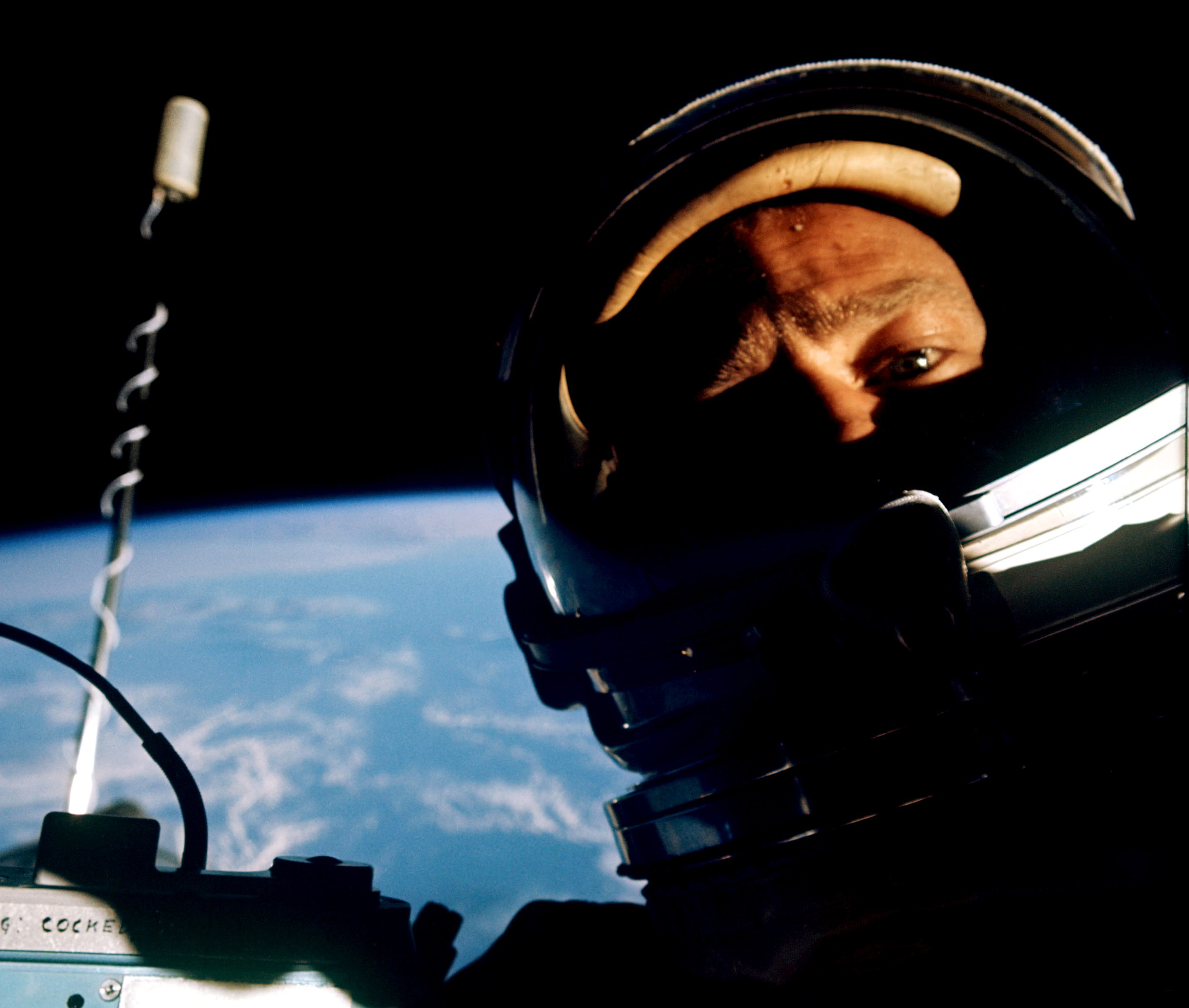
Egy korai selfie az űrséta során Buzz Aldrinnal
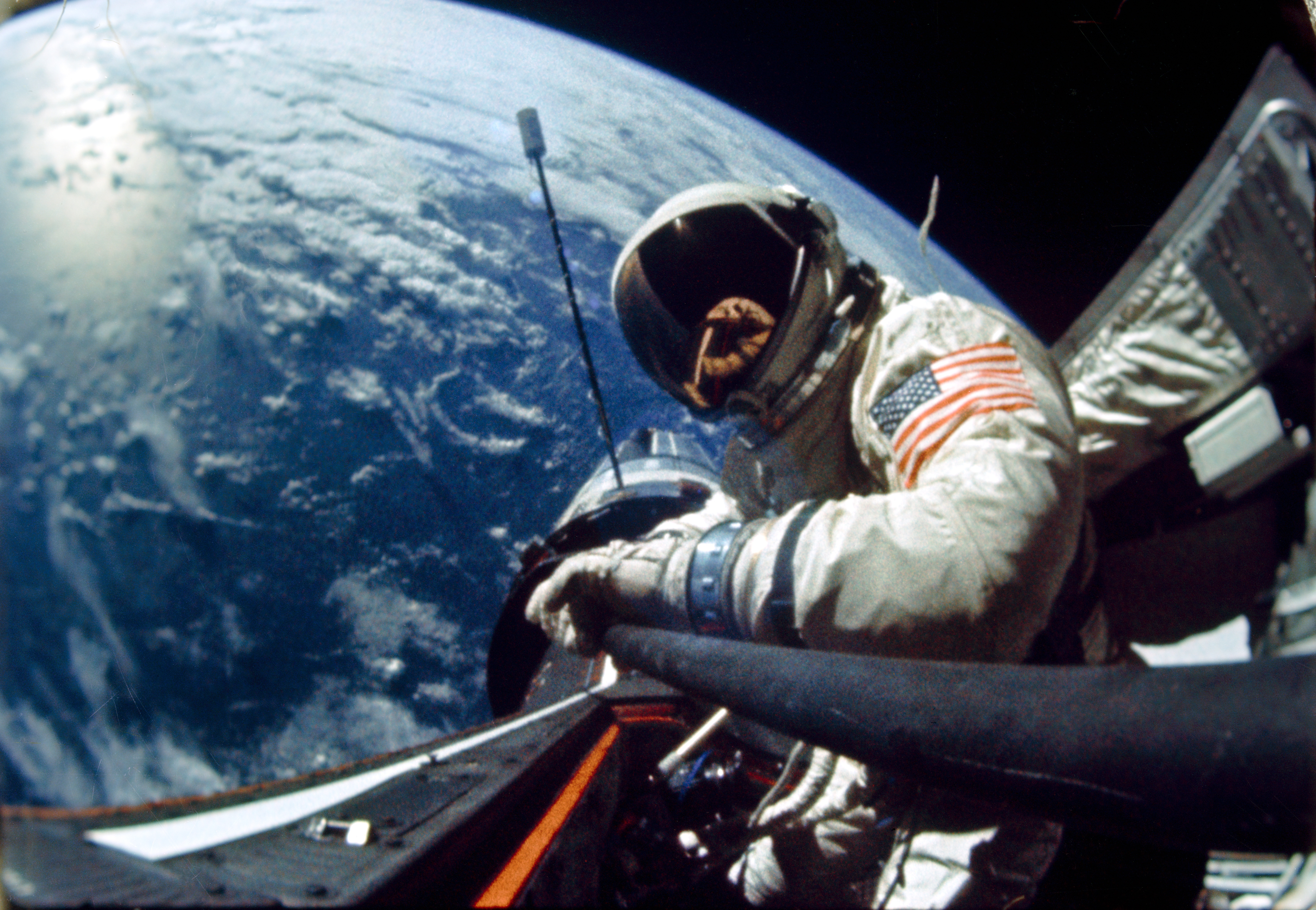
A köldökzsinór beállítása
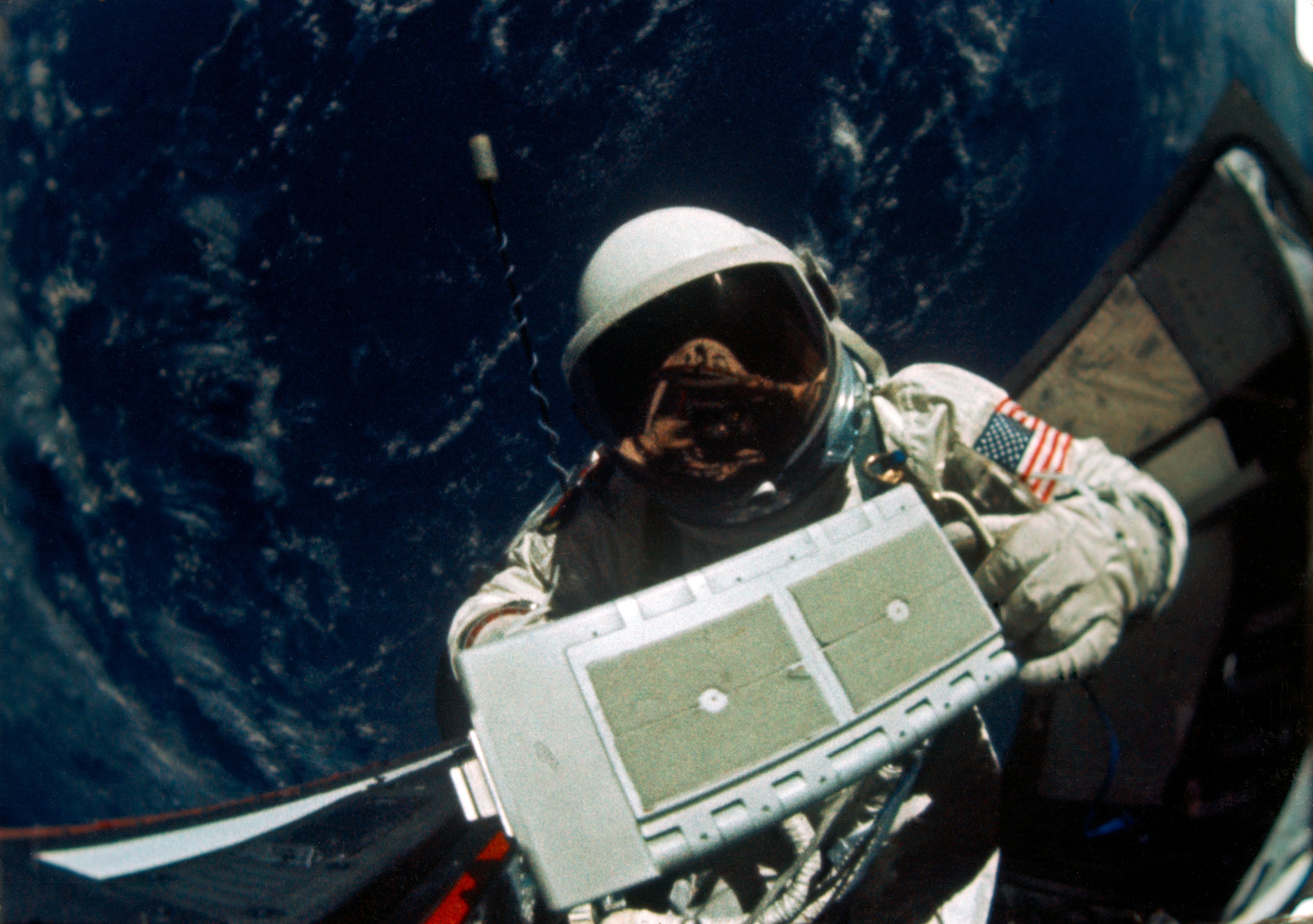
Aldrin a mintavevő lemezekkel

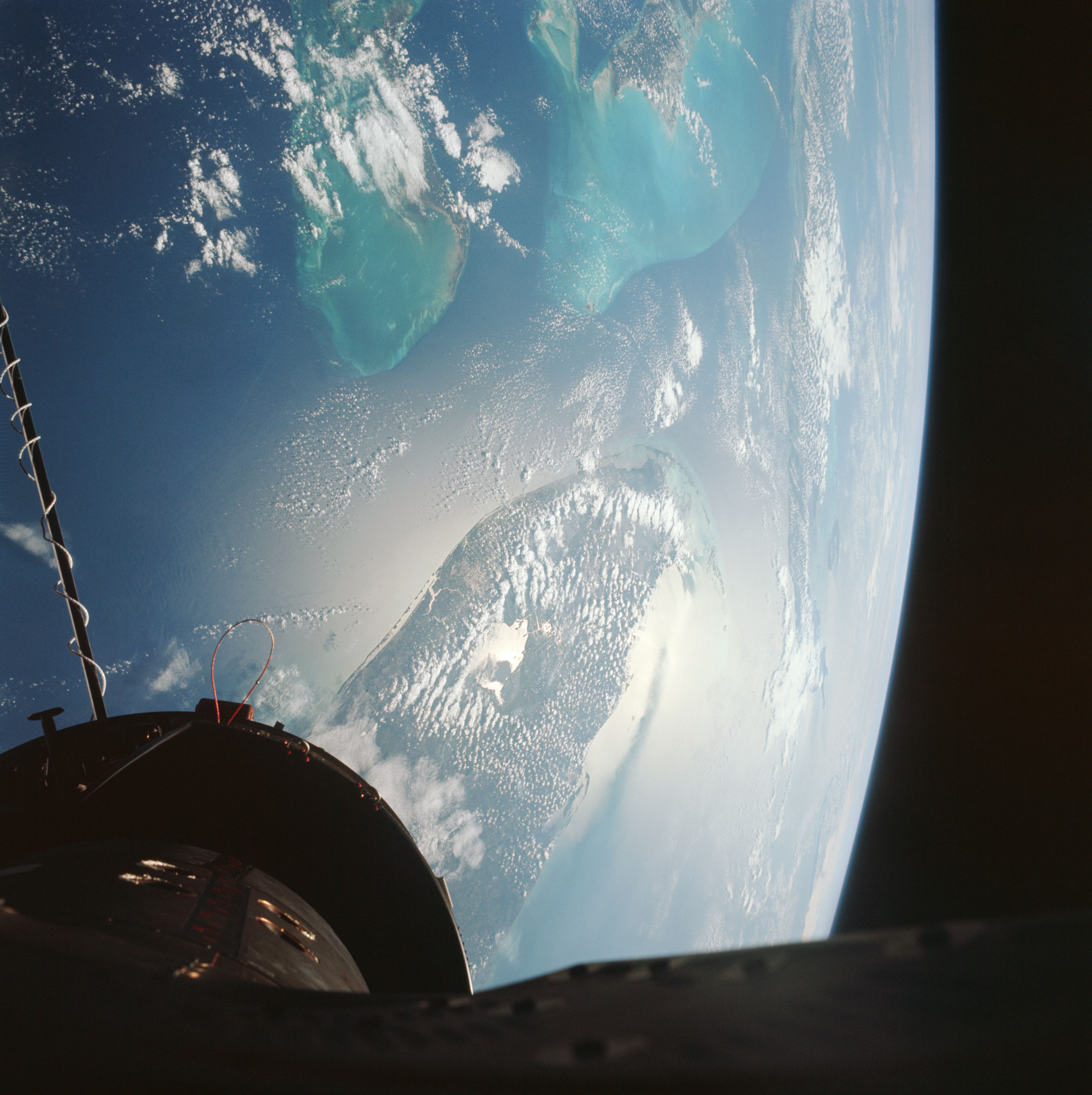
Florida, a Bahamák és a Kuba, ahogy a Gemini XII egyik Stand-up-EVA-ja során látszódtak a magasból

Az első érdemi feladat Aldrin számára az volt, hogy egy pányvával összekapcsolja a két űrhajót, hogy majd a szétválást követően mesterséges gravitációs kísérleteket végezhessenek. Az új kapaszkodók segítségévek semmilyen olyan problémába nem ütközött, amelyet korábban Gordon, vagy más űrhajósok átéltek. Ezt követően az űrhajós visszalebegett a Gemini ajtajához, ahol fényképezőgépet cseréltek Lovell-lel. Ezt követően az út a Gemini fenekére szerelt tartórekeszhez vezetett. Itt Aldrin bedugta a lábait a szintén új fejlesztésű – az űrhajószleng által „arany papucsnak” csúfolt –, az űrhajós lábformájára készített, az űrruha csizmáját szorosan megtartó lábtartókba, amely által szilárd rögzítést nyert a teste. Próbaképpen a testével előre-hátra, majd jobbra-balra dőlt, hogy megbizonyosodjon, a lábtartók biztosan tartanak. Az eredmény kiváló volt, oldalra 45 fokban, hátra 90 fokban volt képes dőlni úgy, hogy a tartók biztosan tartották őt. Ezt követően munkához látott. A tárolórekeszben egy „munka egységcsomag” várta. Egy elemlámpa segítségével kiszedte a tartalmát, majd elkezdett dolgozni, csavarokat kellett behajtania egy fémlapba, majd a fémlapot elvágnia. Még némi játékra is maradt ideje. Egy elszabadult csavarral az orbitális mechanika szabályai szerint játszott el. Napfelkeltekor elindult előre, az Agena felé, magával víve a munkadobozát, amelyet aztán felerősített az Agenára. Ott elektromos csatlakozókat kellett szét- illetve összecsatlakoztatnia, hogy szimulálják az űrbéli munkát. Ezután egy, már az Apollo–programhoz tervezett nyomatékkulcsot is kipróbált. Ehhez a munkához előbb a derékra rögzített mindkét pányváját, majd csak az egyiket használta, majd kipróbálta a munkát rögzítés nélkül is.
Az űrséta végén Aldrin visszamászott a kabinajtóhoz és mielőtt visszamászott volna, megállt a parancsnok ablakánál és egy ronggyal megtörölgette. Lovell tréfásan szólt neki: „Hé, az olajszintet is ellenőrizné?” Ezután a másodpilóta visszaszállt a kabinba és hermetizálás után újratöltötték a kabin légkörét.
Néhány óra múltán ismét a kabin kihermetizálása következett, Aldrin egy utolsó Stand-up-EVA műveletbe kezdett. A másodpilóta ezúttal egy csomó feleslegessé vált holmit, kiürült csomagolást dobott ki az űrbe (ez lényegében nem jelentett szemetelést a világűrben, mivel a kidobott dolgok egy idő után lefékeződtek és visszahullottak a légkörbe, ahol aztán maradék nélkül elégtek). A „szemétürítést” követően Aldrin még készített néhány ultraibolya fényképet a látható csillagképekről. Ennek zárásával Aldrin visszaült az ülésébe, bezárták a kabinajtót és a Gemini-program űrsétáinak sora befejeződött.

### Leszállás
A két utolsó űrséta közötti időben még egy fontos műveletet bonyolítottak le az űrhajósok, a pányvával összekötött, de szétválasztott űrhajóegységek reptetését és mesterséges gravitáció előállítását. Ehhez előbb Lovell levált az Agenáról és szép lassan elhátrált tőle úgy, hogy a két űrhajót átdöfő tengely a Földre merőleges legyen. Ezután megpróbálta megfeszíteni a két űrhajót összekötő pányvát, ám ez meglepő módon nem sikerült neki. Akárhányszor a kormányfúvókákkal megpróbálták megfeszíteni a kábelt, az űrhajó bepörgött és a kábel nem feszült meg. Ennek ellenére a mesterséges gravitációs kísérletet, illetve az űrhajók hajtóanyag nélküli kötelékben tartását sikerült lefolytatni.
A leszállás előtti időszakban még egy hiba ütötte fel a fejét, a üzemanyagcella nem működött megfelelően. A cella teljesítménye időről időre visszaesett, azzal fenyegetve, hogy nem bírja ki a négy napos repülési időt. Aztán az irányítás megtalálta a hiba okát, valami történt a tartályokkal, ahová a cella működése közben keletkező másodlagos „hulladék”, azaz víz kerül. Erre onnan jöttek rá, hogy amikor valamelyik űrhajós ivott, a cella teljesítménye rövid időre visszatért a normálishoz. Éppen ezért az irányítás – bár nem derült ki, hogy nagyjából 15-18 kilónyi tartálykapacitás hova tűnt – arra utasította az űrhajósokat, hogy igyanak többet. Ezzel sikerült a repülést a teljes 80 órás tervezett időtartamra kiterjeszteni.
Az 59. keringésben elérkezett az idő az automatikus leszálláshoz. Megkezdődött a fékező manőver, majd a légkörbe lépés. Minden tökéletesen zajlott, leszámítva egy apró incidenst, amikor a leszállás légköri fékezésének csúcspontján az egyik tárolórekesz tépőzára kioldott és a benne levő anyagok (könyvek, szűrők és egyéb apróbb felszerelési tárgyak Lovell ölébe ömlöttek. Ez ott okozott problémát, hogy a katapultüléseik aktiváló fogantyúja, az ún. D-gyűrű is ott volt a lábaik között és félő volt, hogy ha bármihez nyúlnak, véletlenül aktiválják a katapultülést. Ilyen körülmények között sima leszállást teljesítettek, amellyel 1966. november 15-én, 3 nap 2 óra 34 perc 31 másodper repülés után leszálltak az Atlanti-óceánon, mindössze 4,8 kilométerre a tervezett leszállási ponttól és 5,5 kilométerre a USS Wasp helikopter hordozótól. Mindössze 28 perccel a csobbanás után az űrhajósok a mentőhajó fedélzetén voltak.
A Gemini XII repülésével lezárult az egész program és különösen az utolsó repülésnek volt köszönhető, hogy minden célkitűzés maximálisan teljesült. Aldrin segítette hozzá az egész Gemini csapatot, hogy akár még meghibásodott műszerek esetén is sikerrel hajtsanak végre bonyolult manővereket (mint a Gemini V áramproblémái miatti fantom randevú, vagy a Gemini XII radarproblémákkal terhelt randevúja) és szintén az ő teljesítményével sikerült végre pontot tenni az űrsétát övező kérdésekre.

## Küldetés paraméterek
- Tömeg: 3762,1 kg
- Perigeum: 160,8 km
- Apogeum: 270,6 km
- Pályahajlás: 28,87°
- Periódus: 101,52 perc

## Külső hivatkozások

### Magyar oldalak
- A Gemini utolsó felvonása: 40 éve repült a Gemini-12, 1. rész
- 2. rész (Űrvilág)

### Külföldi oldalak
- On The Shoulders of Titans: A History of Project Gemini Archiválva 2003. december 7-i dátummal a Wayback Machine-ben